# Photuris divisa
Photuris divisa är en skalbaggsart som beskrevs av Leconte 1852. Photuris divisa ingår i släktet Photuris och familjen lysmaskar. Inga underarter finns listade i Catalogue of Life.